# Michael Graves

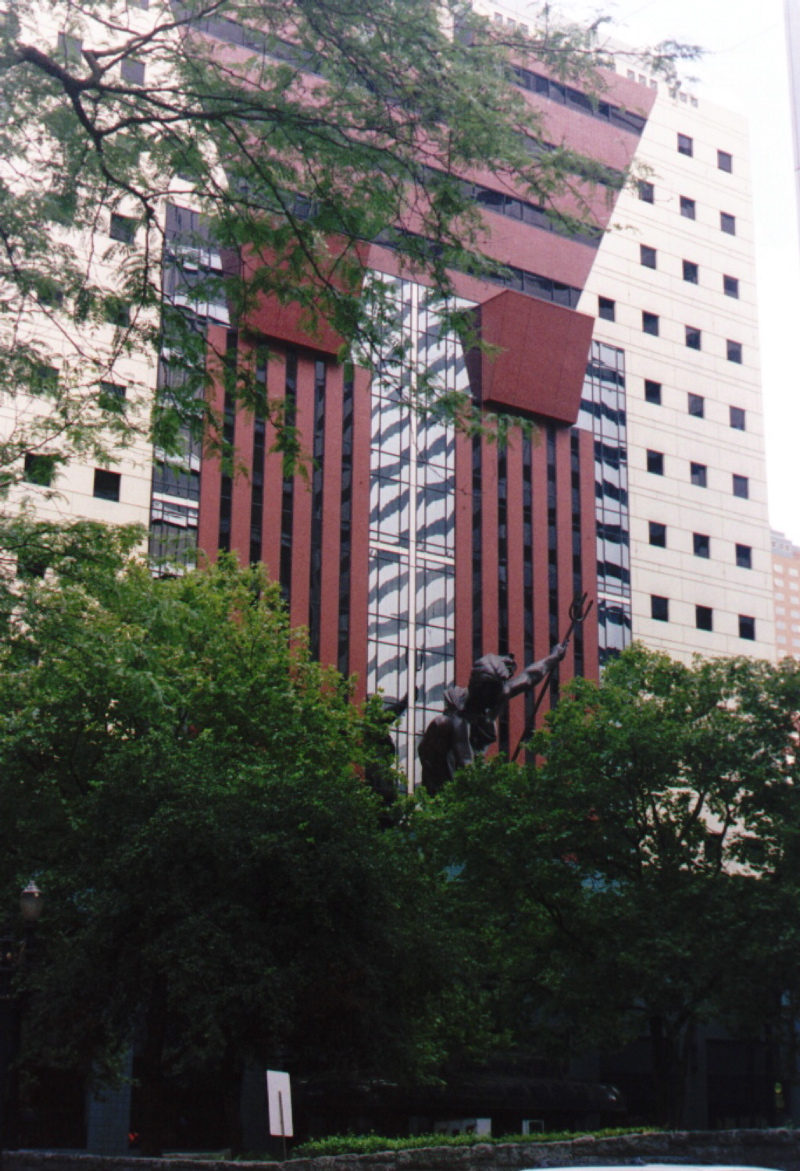
Tòa nhà dịch vụ công quyền Portland

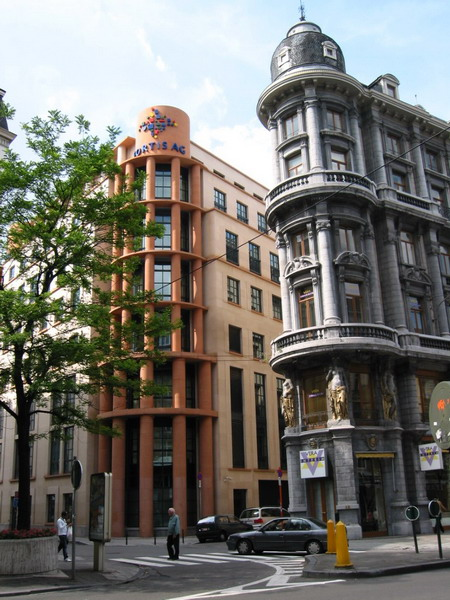
Trụ sở hãng Fortis/AG ở Brussels

Michael Graves (9 tháng 7 năm 1934 – 12 tháng 3 năm 2015) là một kiến trúc sư Hậu Hiện đại người Mỹ. Là một trong 5 thành viên của nhóm The New York Five, Graves còn nổi tiếng với các thiết kế đồ nội thất gia đình bán tại hệ thống cửa hàng Target ở Mỹ.
Michael Graves được sinh ra tại Indianapolis, Indiana. Ông theo học kiến trúc tại Đại học Cincinnati và thạc sĩ tại Đại học Harvard. Năm 1964, Graves bắt đầu hành nghề tư nhân tại Princeton, New Jersey. Ông đứng đầu hãng thiết kế Micheal Graves và cộng sự có văn phòng tại Princeton và New York. Ông còn là giáo sư danh dự của Đại học Princeton. Các công trình của ông rất đa dạng, từ trung tâm thương mại đến các nhà ở và thiết kế nội thất. Năm 1999, Graves được nhận giải thưởng Nghệ thuật quốc gia và năm 2001 là Huy chương vàng AIA của Hiệp hội kiến trúc sư Mỹ.
Từ năm 2003, Graves bị liệt hai chân vì một nguyên nhân không xác định. Hiện nay, ông vẫn hoạt động nghề nghiệp, chỉ đạo thiết kế một loạt các công trình, trong số đó có mở rộng Học viện Nghệ thuật Detroit.

## Các công trình nổi tiếng
- Tòa nhà Alexander, Princeton, New Jersey, 1971 – 1973
- Nhà Crooks, Fort Wayne, Indiana, 1976
- Nhà Hanselmann, Fort Wayne, Indiana, 1967
- Tòa nhà dịch vụ công quyền Portland, Portland, Oregon, 1980
- Thư viện Offentligt, San Juan Capistrano, California, 1981 – 1983
- Tòa nhà Humana, Louisville, Kentucky, 1982
- Ten Peachtree Place, Atlanta, Georgia, 1990
- Khu nghỉ mát Swan và Dolphin, Walt Disney World, Orlando, Florida, 1990
- Tòa nhà Team Disney, Burbank, California, 1991
- Bảo tàng Michael C. Carlos Museum, Đại học Emory, Atlanta, Georgia, 1993
- 1500 Ocean Drive, South Beach, Florida, 1993
- Trung tâm nghiên cứu Kỹ nghệ, Đại học Cincinnati, Cincinnati, 1994 – 1995
- Giảng đường Bryan, Đại học Virginia, Charlottesville, Virginia, 1995
- Thư viện công cộng Denver, Denver, 1996
- Trung tâm Nghệ thuật Indianapolis, Indianapolis, Indiana, 1996
- Trường trung học Martel, Đại học Rice, Houston, Texas, 2002
- Bảo tàng lịch sử quốc gia Lưu trữ ngày 15 tháng 1 năm 2006 tại Wayback Machine, Đài Trung, Đài Loan, 2002
- Phần mở rộng của Học viện Nghệ thuật Minneapolis, Minneapolis, Minnesota, 2006
- Giảng đường Alter, Trường doanh nghiệp Fox, Đại học Temple, Philadelphia, Pennsylvania, 2006